# Zhao Xiaoding
Zhao Xiaoding (赵小丁) est un directeur de la photographie chinois.
En 1987, il est diplômé de l'Université de cinéma de Pékin. Il est nommé pour l'oscar de la meilleure photographie pour le film Le Secret des poignards volants en 2004. En 2008, il crée la photographie de films promotionnels pour les jeux olympiques de Pékin. Il a également dirigé la photographie de campagnes publicitaires pour Coca Cola, Armani, Toyota et Bank of China.
Zhao Xiaoding a collaboré avec le réalisateur Zhang Yimou pour les films d'arts martiaux Hero, le Secret des poignards volants et la Cité interdite. La photographie de ces films se caractérise notamment par l'utilisation de couleurs flamboyantes pour les paysages, les décors et les costumes.

## Filmographie

### Directeur de la photographie
- 1987 : Soul of the Thundering Mountain, en tant qu'éclairagiste
- 1990 : The Wolf and the Angel
- 1992 : Divorce Wars
- 1993 : Temporary dad
- 1993 : Sub-Husband
- 1993 : Fools in love
- 1996 : Her majesty is fine
- 1999 : A Season of Flowers and Rain
- 2002 : Spring Subway
- 2002 : Hero, en tant que cadreur
- 2004 : Le Secret des poignards volants, nommé aux oscars et aux BATFA
- 2006 : Riding Alone : Pour un fils
- 2007 : La Cité interdite
- 2008 : Les Orphelins de Huang Shui
- 2008 : Le Royaume des guerriers
- 2011 : Sacrifices of War, de Zhang Yimou
- 2023 : Full River Red, de Zhang Yimou

### Réalisateur
- 2017 : Once Upon a Time

## Distinctions
Pour Le Secret des poignards volants :
- Prix de la meilleure photographie aux Boston Society of Film Critics Awards
- Prix de la meilleure photographie aux National Society of Film Critics Awards
- Satellite Award de la meilleure photographie